# Lisa Wilcox (Schauspielerin)

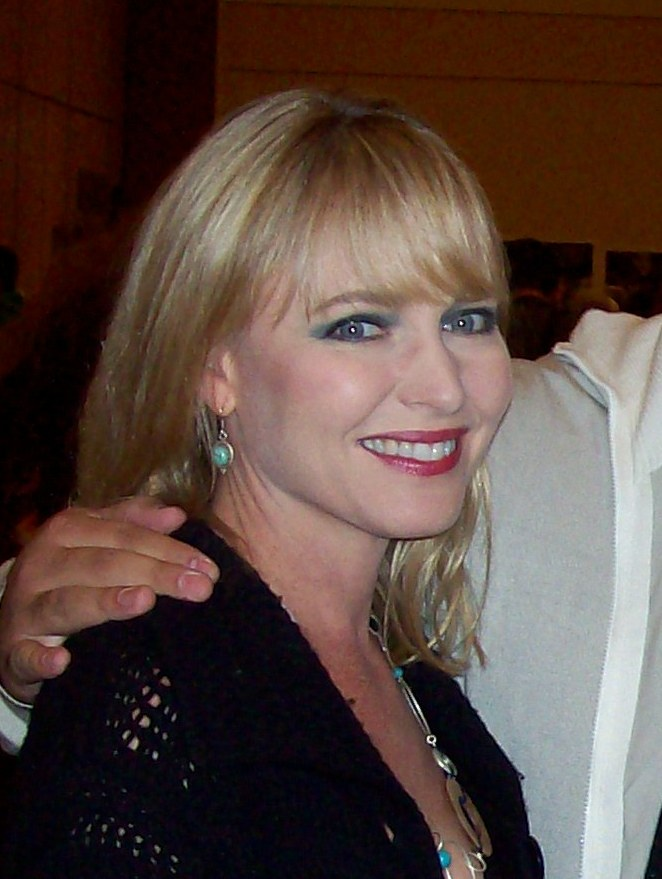
Lisa Wilcox (2008)

Lisa Wilcox (* 27. April 1964 in Columbia, Missouri, USA) ist eine US-amerikanische Schauspielerin und Designerin.

## Leben
Nach ihrer Ausbildung zur Schauspielerin an der UCLA übernahm Lisa Wilcox eine Vielzahl an Rollen in US-Film- und Fernsehproduktionen in den 1980er und 1990er Jahren. Ihre größte Rolle war die der „Alice“ in den Horrorfilm-Klassikern Nightmare on Elm Street 4 und Nightmare on Elm Street 5 – Das Trauma als Gegenspielerin der Nightmare-Hauptfigur Freddy Krueger.
Heute ist Lisa Wilcox gemeinsam mit Tuesday Knight, einer Schauspielkollegin aus dem vierten Teil der Nightmare-Serie, als Schmuckdesignerin tätig und lebt in Los Angeles, Kalifornien.

## Filmografie (Auswahl)
- 1984: Gimme an ’F’
- 1987: General Hospital (Fernsehserie, eine Folge)
- 1987: MacGyver (Fernsehserie, eine Folge)
- 1988: Der Besuch der reichen Witwe (Bring Me the Head of Dobie Gillis, Fernsehfilm)
- 1988: Nightmare on Elm Street 4 (A Nightmare on Elm Street 4: The Dream Master)
- 1989: Nightmare on Elm Street 5 – Das Trauma (A Nightmare on Elm Street 5: The Dream Child)
- 1989: Raumschiff Enterprise: Das nächste Jahrhundert (Star Trek: The Next Generation, Fernsehserie, eine Folge)
- 1989: Unter der Sonne Kaliforniens (Knots Landing, Fernsehserie, vier Folgen)
- 1990: Wedding Band
- 1992: Bill & Ted’s Excellent Adventures (Fernsehserie, sieben Folgen)
- 1997: Men Seeking Women
- 1998: Watchers Reborn
- 2000: Unauthorized Brady Bunch: The Final Days (Fernsehfilm)
- 2000: The All New Adventures of Chastity Blade (Kurzfilm)
- 2007: Big Shots (Fernsehserie, zwei Folgen)
- 2008: Dead Country
- 2009: The Intruders
- 2009: Savage
- 2011: Sebastian
- 2012: Imago
- 2015: The Stalking Dead - Mein kopfloser Ex (Clinger)
- 2018: The Church
- 2018: The Quiet Room
- 2024: High Tide